# Logóteta
Logóteta (em grego: λογοθέτης; romaniz.: logothétēs; plural: em grego: λογοθέται; romaniz.: logothétai; em latim: logotheta; plural: em latim: logothetae; em búlgaro: логотет; em italiano: logoteta; em romeno: logofăt; em sérvio: логотет; romaniz.: logotet) foi um título administrativo originário do Império Romano do Oriente. No Império Bizantino médio e tardio, elevou-se até se tornar um título administrativo sênior, equivalente a ministro ou secretário de Estado. O título espalhou-se por outros Estados influenciados pela cultura bizantina, tais como Bulgária, Sicília, Sérvia e os principados do Danúbio.

## Origem e desenvolvimento
Em grego logothetes significa "aquele que registra, calcula e raciocina", literalmente "aquele que define a palavra". A exata origem do título é incerta; ele é encontrado em papiro e trabalhos dos Padres da Igreja denotando uma variedade de oficiais juniores, principalmente encarregados com deveres fiscais. Os ancestrais do logótetas do Império Bizantino médio foram os oficiais fiscais conhecidos como racionais (rationales) durante a Antiguidade Tardia. O ofício remonta a pelo menos o tempo do imperador Septímio Severo (r. 193–211), onde um procurador dos cálculos (procurator a rationibus) é atestado. Nos tempos finais romanos, os racionais (rationales) eram oficiais ligados as prefeituras pretorianas e encarregados de supervisionar o tesouro do Estado e os domínios privados do imperador. O primeiro oficial notável intitulado como um logóteta foi Marino, o futuro prefeito pretoriano e ministro-chefe do imperador Anastácio I Dicoro (r. 491–518). No século VI, sob o imperador Justiniano I (r. 527–565), os logótetas ganharam proeminência e poder, uma vez que foram colocados no comando das coletas fiscais do imperador e despachados como agentes fiscais para as províncias ou acompanhando expedições militares. Eles foram autorizados a manter um duodécimo dos montantes que reunissem para o tesouro, e alguns, como o notório Alexandre "Tesoura", acumularam fortunas consideráveis deste modo.
A maior transformação do ofício veio no começo do século VII: durante a dinastia heracliana, o maquinário administrativo do Estado, herdado do tempo de Diocleciano e Constantino, o Grande, foi completamente reformado. Assim, os três principais departamentos financeiros do antigo sistema, a prefeitura pretoriana, as sagradas liberalidades (sacrae largitiones) e a fortuna privada (res privata) foram substituídos por pequenos departamentos especializados intitulados logotésios (logothesia; sing. logothesion) ou secretos (sekreta; sing. sekreton). Este processo foi o resultado de grave perda territorial e a necessidade de racionalizar a cobrança de receitas durante a guerra bizantino-sassânida final e as conquistas muçulmanas, embora já tivesse disso pressagiada pelas reformas do imperador Justiniano no século VI, quando os condes da fortuna privada, responsáveis pela gestão das propriedades imperiais, foram divididos em cinco departamentos separados. Por meados do século VII, os condes dos tesouros sagrados também desapareceram completamente, enquanto várias seções, como a prefeitura pretoriana, foram separadas e configuradas sob a supervisão dos sacelários, que funcionavam como "controladores-gerais das finanças", e posteriormente pelo próprio imperador.
A primeira menção de um logóteta em posição sênior foi o "mais glorioso logóteta e patrício" Teodósio em 626, possivelmente responsável pelo departamento geral (genikon) ou estratiótico (stratiōtikon, "do exército"). Embora a primeira evidência concreta da existência de muitos dos ofícios subsequentes é frequentemente de data muito posterior, os departamentos principais, o geral, o especial, o estratiótico e o dromo já existiam desde o século VII. Estes foram também logótetas da Igreja, auxiliando o patriarca e os bispos metropolitanos, enquanto um logóteta do pretório (logothetēs tou praitoriou) foi um oficial sênior sob o eparca de Constantinopla.
Sob o imperador Aleixo I Comneno (r. 1081–1118), o logóteta dos gabinetes (logothetēs tōn sekretōn) foi instituído para supervisionar todos os departamentos estatais, evoluindo eventualmente em grande logóteta (megas logothetes) do Império Bizantino. No período Paleólogo, os vários logótetas desapareceram ou foram convertidos em títulos puramente honoríficos.

## Logótetas bizantinos
- Logóteta do dromo (em grego: λογοθέτης τοῦ δρόμου; romaniz.: logothetes tou dromou), responsável pela correspondência, diplomacia e inteligência imperial. Nos século X-XI, seu titular frequentemente atuava como ministro-chefe do Império Bizantino.[15][16]
- Logóteta da generalidade (em grego: λογοθέτης τοῦ γενικοῦ; romaniz.: logothetes tou genikou), frequentemente chamado "logóteta geral" (genikos logothetes) ou simplesmente "o geral" (em grego: ὁ γενικός; romaniz.: ho genikos), foi encarregado do "ministério financeiro geral", o logotésio geral (genikon logothesion), responsável pela taxação geral e receitas.[17]
- Logóteta dos militares (em grego: λογοθέτης τοῦ στρατιωτικοῦ; romaniz.: logothetes tou stratiotikou) foi responsável pelo pagamento e provisionamento do exército bizantino, embora seus exatos deveres são um tanto obscuros.[18][19]
- Logóteta dos rebanhos (em grego: λογοθέτης τῶν ἀγελῶν; romaniz.: logothetes ton agelon) foi responsável pelas propriedades estatais (mitatos) do oeste da Ásia Menor, que criavam cavalos e mulas para o exército e o correio imperial (curso público).[1][20]
- Mestre do departamento especial (em grego: ἐπὶ τοῦ εἰδικοῦ [λόγου]; romaniz.: epi tou eidikou; lit. "o responsável pelo Departamento de Assuntos Especiais") ou simplesmente o "especial" (eidikos): responsável pelo logotésio especial ((e)idikon logothesion), que supervisionava o tesouro imperial, fábricas, armazéns, e monopólios. Uma evolução do romano conde da fortuna privada (comes rerum privatarum).
- Logóteta do pretório (em grego: λογοθέτης τοῦ πραιτωρίου; romaniz.: logothetes tou praitoriou), um dos principais assessores do eparca de Constantinopla, provavelmente foi encarregado com deveres policiais e judiciais.[18]
- Logóteta das águas (em grego: λογοθέτης τῶν ὑδάτων; romaniz.: logothetes ton hydaton) foi um oficial obscuro mencionado apenas uma vez. Possivelmente pode ser identificado como o conde das águas (komes hydaton), um oficial encarregado pelos aquedutos.[21]
- Logóteta doméstico (em grego: λογοθέτης τῶν οἰκιακῶν), a cargo da classe dos oficiais palacianos ecíacos (oikeiakoi; "do lar"), foi responsável por uma série de obrigações fiscais e judiciais.[22]
- Grande logóteta (em grego: μέγας λογοθέτης; romaniz.: megas logothetes), originalmente estabelecido como logóteta dos gabinetes pelo imperador Aleixo I Comneno (r. 1081–1118), supervisionou e coordenou outros departamentos governamentais (secretas).[1]

## Logótetas de outros Estados

### Sérvia e Bulgária
O título foi usado continuamente na Sérvia desde o reinado do rei Estêvão Milutino (r. 1282–1321). Tanto na Sérvia como na Bulgária o título de logóteta era dado aos secretários responsáveis na elaboração de documentos. Por vezes estiveram envolvidos em relações diplomáticas com Estados vizinhos. Sob Estêvão Uresis IV (r. 1331–1355) a Sérvia contava com dois logótetas, uma para os territórios tradicionais sérvios e outro para os recém-conquistados dos bizantinos. Cada qual era incumbido de preparar documentos de acordo com a respectiva língua local. Dentre os logótetas sérvios notáveis estão Pribac Hrebeljanović, pai do príncipe sérvio Lázaro Hrebeljanović. Em um documento do rei Estêvão Tomás da Bósnia datado de 14 de outubro de 1458 há uma clara menção de a grande logóteta e grande logotetado (logothetstvo), ou seja, o ofício do grande logóteta.
Na Bulgária o logóteta era considerado como primeiro ministro ou chanceler do tsar, sendo por extensão chefe da chancelaria imperial. Como no Império Bizantino, no Estado búlgaro havia o grande logóteta bem como diversos outros logótetas ordinários. Dentre os logótetas conhecidos estão Dobromir, mencionado em um sinódico, Mita, um patrono das artes na capital búlgara Tarnovo, e Felipe, que esteve envolvido no golpe contra o tsar João Estêvão.

### Sicília
Do Império Bizantino, o título foi emprestado para o Ocidente, onde o sacro imperador romano-germânico Otão III (r. 996–1002) concedeu-o a seu chanceler, Leão de Vercelli (999–1026). Em registros de uma viagem de Rogério II da Sicília em 1122 para Rossano há a menção de um magnata chamado Filipe que teria o acompanhado e que ostentava o título. Em 1145 um certo Nicolau aparece como novo titular. Não há outra menção acerca de titulares durante este período, o que mostra que este não se tornou firmemente estabelecido na Sicília até o momento que os logótetas foram considerados chanceleres, e seu ofício manteve-se igual ou superior ao Grande Cancelário (Magnus Cancellarius). Assim, o título foi confirmado, por exemplo, por Pietro della Vigna, o ministro todo-poderoso do sacro imperador Frederico II (r. 1220–1250), rei da Sicília.

### Principados romanos
O título foi também emprestado na organização interna dos Estados medievais romenos, a Moldávia e a Valáquia. Na Moldávia, o grande logóteta (mare logofăt) foi o ministro chefe do príncipe e chefe da chancelaria, enquanto na Valáquia, ele foi o segundo mais alto membro do conselho do príncipe, após o bano. A primeira menção acerca do logóteta em fontes da Valáquia advém do século XIV, enquanto na Moldávia o primeiro registro que menciona-o é datado de 7 de janeiro de 1403. Vários outros oficiais foram também chamados logóteta:
- Segundo logóteta (logofăt al doilea), adjunto do grande logóteta.
- Terceiro logóteta (logofăt al treilea), secretário do grande logóteta.
- Logóteta do tesouro (logofăt de vistierie).
- Logóteta do quarto (logofăt de cămară).
- Logóteta das cerimônias (logofăt de obiceiuri).
- Logóteta dos segredos (logofăt de taină) ou logóteta real (Logofăt domnesc), secretário privado do príncipe.